# Neoanalthes guangxiensis
Neoanalthes guangxiensis is een vlinder uit de familie van de grasmotten (Crambidae). De wetenschappelijke naam van deze soort is voor het eerst gepubliceerd in 2008 door Xi-Cui Du en Hou-Hun Li.
Deze soort komt voor in China (Guangxi).